# 90.º Regimiento Aéreo
El 90.º Regimiento Aéreo (90. Flieger-Regiment) fue una unidad de la Luftwaffe de la Alemania nazi.

## Historia
Fue formado el 27 de abril de 1943 en Francia. Disuelto en octubre de 1944.
- Sin Plana Mayor
- I Batallón/90.º Regimiento Aéreo en Saint-Brieuc desde el 1.º Batallón de Aspirantes de Vuelo
- II Batallón/90.º Regimiento Aéreo en Caen desde el 2.º Batallón de Aspirantes de Vuelo
- III Batallón/90.º Regimiento Aéreo en Etang de Berre desde el 3.er Batallón de Aspirantes de la Luftwaffe
- IV Batallón/90.º Regimiento Aéreo en Burdeos desde el 4.º Batallón de Aspirantes de Vuelo

Traslados:
- I Batallón/90.º Regimiento Aéreo en Saint-Dizier el 29 de junio de 1944, Melun en junio de 1944, Metz en agosto de 1944, Pont-à-Mousson en agosto de 1944 y Thiancourt en septiembre de 1944
- II Batallón/90.º Regimiento Aéreo en Saint-Pierre-Église en junio de 1944 y Langres en septiembre de 1944
- III Batallón/90.º Regimiento Aéreo en Belfort en julio de 1944 (?)
- IV Batallón/90.º Regimiento Aéreo en Belfort en julio de 1944 y Lunéville en septiembre de 1944